# نيكولا زانيني
نيكولا زانيني (بالإيطالية: Nicola Zanini)‏ (26 مارس 1974 بفيتشنزا في إيطاليا - ) هو لاعب كرة قدم إيطالي في مركز الوسط. لعب مع أتالانتا ونادي أسكولي ونادي بيستويسي ونادي بيسكارا ونادي تريستينا ونادي تريفيزو ونادي جنوى ونادي سامبدوريا ونادي فيتشينزا ونادي كومو ونادي مانتوفا ونادي مونزا ونادي نابولي وهيلاس فيرونا ويوفنتوس.

## روابط خارجية
- نيكولا زانيني على موقع قاعدة بيانات كرة القدم.إي يو (الإنجليزية)
- نيكولا زانيني على موقع عالم كرة القدم.نت (الإنجليزية)